# Cantone di Marmande-2
Il Cantone di Marmande-2 è una divisione amministrativa dell'Arrondissement di Marmande.
È stato costituito a seguito della riforma approvata con decreto del 26 febbraio 2014, che ha avuto attuazione dopo le elezioni dipartimentali del 2015.

## Composizione
Comprende parte della città di Marmande e i 10 comuni di
- Birac-sur-Trec
- Caumont-sur-Garonne
- Fauguerolles
- Fourques-sur-Garonne
- Gontaud-de-Nogaret
- Longueville
- Saint-Pardoux-du-Breuil
- Samazan
- Taillebourg
- Virazeil